# Federico Mena

Logo ufficiale del progetto GNOME

Federico Mena Quintero (Città del Messico, 29 luglio 1976) è un informatico messicano.

## Biografia
Ha scritto i Canvas di GNOME quando era alla Red Hat. È stato maintaner di GIMP per un certo tempo ed era uno dei primi dipendenti assunti alla Ximian, adesso di proprietà Novell, dove lavora attualmente. Assieme a Miguel de Icaza, Federico fondò il progetto GNOME.

### Studi e vita privata
Ha frequentato l'università messicana Universidad Nacional Autónoma de México (UNAM), dove incontrò de Icaza, per studiare informatica. Ha vissuto per molto tempo a Città del Messico e successivamente a Xalapa, Veracruz con sua moglie, Oralia.